# TRNA-プソイドウリジンシンターゼI
tRNA-プソイドウリジンシンターゼI(tRNA-pseudouridine synthase I、EC 5.4.99.12)は、以下の化学反応を触媒する酵素である。
tRNAウリジン{\displaystyle \rightleftharpoons }tRNAプソイドウリジン
従って、この酵素の基質はtRNAウリジンのみ、生成物はtRNAプソイドウリジンのみである。
この酵素は異性化酵素、特にその他の基を移す分子内転位酵素に分類される。系統名は、tRNA-ウリジン ウラシルムターゼ(tRNA-uridine uracilmutase)である。他に、tRNA-uridine isomerase、tRNA pseudouridylate synthase I、transfer ribonucleate pseudouridine synthetase、pseudouridine synthase、transfer RNA pseudouridine synthetase等とも呼ばれる。

## 構造
2007年末時点で、4つの構造が解明されている。蛋白質構造データバンクのコードは、1VS3、2NQP、2NR0及び2NREである。